# 1557年
| 千纪： | 2千纪 |
| 世纪： | 15世纪 \| 16世纪 \| 17世纪                                                                                 |
| 年代： | 1520年代 \| 1530年代 \| 1540年代 \| 1550年代 \| 1560年代 \| 1570年代 \| 1580年代                           |
| 年份： | 1552年 \| 1553年 \| 1554年 \| 1555年 \| 1556年 \| 1557年 \| 1558年 \| 1559年 \| 1560年 \| 1561年 \| 1562年 |
| 纪年： | 丁巳年（蛇年）；明嘉靖三十六年；越南莫朝光宝三年，后黎朝天祐元年；日本弘治三年                             |

## 大事记
- 東方
  - 葡萄牙人入居澳門。
  - 織田信行再次謀反，不過計劃被柴田勝家揭發，因而織田信長派遣的河尻秀隆暗殺。
  - 因武田信玄毀約，長尾景虎與之爆發第三次川中島之戰，但是沒有交戰，上杉軍因越中一揆出兵而撤退。
  - 毛利元就在防長經略取得大勝，以後周防國和長門國就屬於毛利氏，大內氏完全滅亡。
  - 足利晴氏的被廢嫡的嫡子足利藤氏舉兵反抗後北條家，試圖奪回古河御所，結果失敗，流亡越後國投靠春日山城城主長尾景虎，足利晴氏被軟禁在栗橋城。
  - 莫臥兒帝國攻滅蘇爾王朝。

- 西方
  - 西班牙國王腓力二世第一度宣布國家破產（另兩次分別為1575年與1598年）。
  - 塞巴斯蒂昂一世即位，為葡萄牙第十六任國王。

## 出生
- 織田信忠－日本著名大名織田信長的嫡長子。

## 逝世
- 3月21日——上村賴興，肥後國相良氏權臣。（1490年生）
- 5月1日——大內義長，周防大內氏最後一任當主。
- 9月1日——雅克·卡蒂埃，法國航海家。（1491年生）
- 9月27日——後奈良天皇。（1497年生）
- 11月22日——織田信行，尾張國那古野城主織田信秀三男，織田信長的同母弟。